# Коронелли, Винченцо Мария

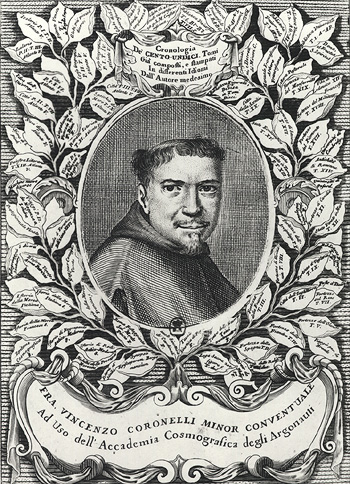

Винче́нцо Мари́я Короне́лли (итал. Vincenzo Maria Coronelli; 1650—1718) — венецианский историк и географ, генерал ордена миноритов, занимавшийся главным образом космографией.
Изготовил в Париже, по поручению Людовика XIV, земной и небесный глобусы, которые до сих пор хранятся в Парижской национальной библиотеке.
Инициатор и организатор издания Biblioteca Universale Sacro-Profana, незаконченного проекта энциклопедии на итальянском языке.

В Венецы есть один законник, мастер математики и козмографии и иных тому подобных наук, которому имя есть Каронелий. Тому есть плата от речи посполитой за то, что он выдает и печатает книги математицких наук, также карты козмографические и иные вещи, тому подобные.— П. А. Толстой, 1697

## Сочинения
- Biblioteca universale sacro-profana. — (Энциклопедическое сочинение.)
- Memorie istorico-geografiche della Morea. — Venezia, 1685.
- Atlante veneto. — Venezia, 1692. — (Другое название: «Corso geografico universale».)
- Storia veneia dall’anno 421 al 1504.
- Roma antica e moderna. — 1716.